# Tord de l'Equador
El tord de l'Equador (Turdus maculirostris) és un ocell de la família dels túrdids (Turdidae).

## Hàbitat i distribució
Habita la selva i boscos de les terres baixes del sud-oest de l'Equador i nord-oest del Perú.